# مغامرات بادجي
مغامرات بادجي مسلسل رسوم متحركة بريطاني عرض لأول مره في 4 يناير 1994 واستمر عرضه حتى 25 مارس 1996 تمت دبلجة المسلسل للغة العربية .

## روابط خارجية
- Toonhound نسخة محفوظة 30 أكتوبر 2007 على موقع واي باك مشين.
- مغامرات بادجي على موقع IMDb (الإنجليزية)
- مغامرات بادجي على موقع كينوبويسك (الروسية)
- مغامرات بادجي على موقع قاعدة بيانات الفيلم (الإنجليزية)